# Liste der Olympiasieger im Gewichtheben
Die Liste der Olympiasieger im Gewichtheben listet alle Sieger sowie die Zweit- und Drittplatzierten der Gewichtheber-Wettbewerbe bei den Olympischen Sommerspielen auf, gegliedert nach Männern und Frauen sowie den einzelnen Wettbewerben seit 1896.

## Männer

### Aktuelle Wettbewerbe

#### Bantamgewicht
- bis 56 kg (1948–1968)
- 52–56 kg (1972–1992)
- 54–59 kg (1996)
- bis 56 kg (2000–2016)
- bis 61 kg (seit 2020)

| Olympia | Gold             | Silber              | Bronze                 |
| ------- | ---------------- | ------------------- | ---------------------- |
| 1948    | Joseph DePietro  | Julian Creus        | Richard Tom            |
| 1952    | Iwan Udodow      | Mahmoud Namdjou     | Ali Mirzaei            |
| 1956    | Charles Vinci    | Wladimir Stogow     | Mahmoud Namdjou        |
| 1960    | Charles Vinci    | Yoshinobu Miyake    | Hassan Esmaeil Elmkhah |
| 1964    | Alexei Wachonin  | Imre Földi          | Shirō Ichinoseki       |
| 1968    | Mohammad Nassiri | Imre Földi          | Henryk Trębicki        |
| 1972    | Imre Földi       | Mohammad Nassiri    | Gennadi Tschetin       |
| 1976    | Norair Nurikjan  | Grzegorz Cziura     | Kenkichi Andō          |
| 1980    | Daniel Núñez     | Yurik Sarkisian     | Tadeusz Dembończyk     |
| 1984    | Wu Shude         | Lai Runming         | Masahiro Kotaka        |
| 1988    | Oksen Mirsojan   | He Yingqiang        | Liu Shoubin            |
| 1992    | Chun Byung-kwan  | Liu Shoubin         | Luo Jianming           |
| 1996    | Tang Lingsheng   | Leonidas Sampanis   | Nikolaj Pešalov        |
| 2000    | Halil Mutlu      | Wu Wenxiong         | Zhang Xiangxiang       |
| 2004    | Halil Mutlu      | Wu Meijin           | Sedat Artuç            |
| 2008    | Long Qingquan    | Hoàng Anh Tuấn      | Eko Yuli Irawan        |
| 2012    | Om Yun-chol      | Wu Jingbiao         | Trần Lê Quốc Toàn      |
| 2016    | Long Qingquan    | Om Yun-chol         | Sinphet Kruaithong     |
| 2020    | Li Fabin         | Eko Yuli Irawan     | Igor Son               |
| 2024    | Li Fabin         | Theerapong Silachai | Hampton Morris         |

#### Leichtgewicht
- 60–67,5 kg (1920–1992)
- 64–70 kg (1996)
- 62–69 kg (2000–2016)
- 67–73 kg (2020)
- 61–73 kg (seit 2024)

| Olympia | Gold                     | Silber                    | Bronze               |
| ------- | ------------------------ | ------------------------- | -------------------- |
| 1920    | Alfred Neuland           | Louis Williquet           | Georges Rooms        |
| 1924    | Edmond Decottignies      | Anton Zwerina             | Bohumil Durdis       |
| 1928    | Hans Haas Kurt Helbig    |                           | Fernand Arnout       |
| 1932    | René Duverger            | Hans Haas                 | Gastone Pierini      |
| 1936    | Robert Fein Anwar Misbah |                           | Karl Jansen          |
| 1948    | Ibrahim Shams            | Attia Hamouda             | James Halliday       |
| 1952    | Thomas Kono              | Jewgeni Lopatin           | Vern Barberis        |
| 1956    | Igor Rybak               | Rawil Chabutdinow         | Kim Chang-hee        |
| 1960    | Wiktor Buschujew         | Tan Howe Liang            | Abdu l-Wahid Aziz    |
| 1964    | Waldemar Baszanowski     | Wladimir Kaplunow         | Marian Zieliński     |
| 1968    | Waldemar Baszanowski     | Parviz Jalayer            | Marian Zieliński     |
| 1972    | Mucharbi Kirschinow      | Mladen Kutschew           | Zbigniew Kaczmarek   |
| 1976    | Petro Korol              | Daniel Senet              | Kazimierz Czarnecki  |
| 1980    | Janko Russew             | Joachim Kunz              | Mintscho Paschow     |
| 1984    | Yao Jingyuan             | Andrei Socaci             | Jouni Grönman        |
| 1988    | Joachim Kunz             | Israjel Militosjan        | Li Jinhe             |
| 1992    | Israjel Militosjan       | Joto Jotow                | Andreas Behm         |
| 1996    | Zhan Xugang              | Kim Myong-nam             | Attila Feri          |
| 2000    | Galabin Boewski          | Georgi Markow             | Sjarhej Laurenau     |
| 2004    | Zhang Guozheng           | Lee Bae-yeong             | Nikolaj Pešalov      |
| 2008    | Liao Hui                 | Vencelas Dabaya-Tientcheu | Yordanis Borrero     |
| 2012    | Lin Qingfeng             | Triyatno                  | Kim Myong-hyok       |
| 2016    | Shi Zhiyong              | Daniyar İsmayilov         | Luis Javier Mosquera |
| 2020    | Shi Zhiyong              | Julio Mayora              | Rahmat Abdullah      |
| 2024    | Rizki Juniansyah         | Weeraphon Wichuma         | Boschidar Andreew    |

#### Halbschwergewicht
- 75–82,5 kg (1920–1992)
- 76–83 kg (1996)
- 77–85 kg (2000–2016)
- 73–89 kg (seit 2024)

| Olympia | Gold               | Silber               | Bronze             |
| ------- | ------------------ | -------------------- | ------------------ |
| 1920    | Ernest Cadine      | Fritz Hünenberger    | Erik Pettersson    |
| 1924    | Charles Rigoulot   | Fritz Hünenberger    | Leopold Friedrich  |
| 1928    | Sayed Nosseir      | Louis Hostin         | Johannes Verheyen  |
| 1932    | Louis Hostin       | Svend Olsen          | Henry Duey         |
| 1936    | Louis Hostin       | Eugen Deutsch        | Ibrahim Wasif      |
| 1948    | Stanley Stanczyk   | Harold Sakata        | Gösta Magnusson    |
| 1952    | Trofim Lomakin     | Stanley Stanczyk     | Arkadi Worobjow    |
| 1956    | Thomas Kono        | Wassili Stepanow     | James George       |
| 1960    | Ireneusz Paliński  | James George         | Jan Bochenek       |
| 1964    | Rudolf Pljukfelder | Géza Tóth            | Győző Veres        |
| 1968    | Boris Selizki      | Wladimir Beljajew    | Norbert Ozimek     |
| 1972    | Leif Jensen        | Norbert Ozimek       | György Horváth     |
| 1976    | Waleryj Scharyj    | Trendafil Stojtschew | Péter Baczakó      |
| 1980    | Jurik Wardanjan    | Blagoj Blagoew       | Dušan Poliačik     |
| 1984    | Petre Becheru      | Robert Kabbas        | Ryōji Isaoka       |
| 1988    | Israil Arsamakow   | István Messzi        | Lee Kyung-kun      |
| 1992    | Pyrros Dimas       | Krzysztof Siemion    | nicht vergeben     |
| 1996    | Pyrros Dimas       | Marc Huster          | Andrzej Cofalik    |
| 2000    | Pyrros Dimas       | Marc Huster          | Giorgi Assanidse   |
| 2004    | Giorgi Assanidse   | Andrej Rybakou       | Pyrros Dimas       |
| 2008    | Lu Yong            | Tigran Martirosjan   | Jadier Valladares  |
| 2012    | Adrian Zieliński   | Kianoush Rostami     | Tarek Yehia        |
| 2016    | Kianoush Rostami   | Tian Tao             | Denis Ulanow       |
| 2024    | Karlos Nassar      | Yeison López         | Antonino Pizzolato |

#### Schwergewicht
- ab 82,5 kg (1920–1948)
- ab 90 kg (1952–1968)
- 90–110 kg (1972–1976)
- 94–105 kg (2000–2016)
- 96–109 kg (2020)
- 89–102 kg (ab 2024)

| Olympia | Gold                | Silber               | Bronze                |
| ------- | ------------------- | -------------------- | --------------------- |
| 1920    | Filippo Bottino     | Joseph Alzin         | Louis Bernot          |
| 1924    | Giuseppe Tonani     | Franz Aigner         | Harald Tammer         |
| 1928    | Josef Strassberger  | Arnold Luhaäär       | Jaroslav Skobla       |
| 1932    | Jaroslav Skobla     | Václav Pšenička      | Josef Strassberger    |
| 1936    | Josef Manger        | Václav Pšenička      | Arnold Luhaäär        |
| 1948    | John Davis          | Norbert Schemansky   | Abraham Charité       |
| 1952    | John Davis          | James Bradford       | Humberto Selvetti     |
| 1956    | Paul Anderson       | Humberto Selvetti    | Alberto Pigaiani      |
| 1960    | Juri Wlassow        | James Bradford       | Norbert Schemansky    |
| 1964    | Leonid Schabotinski | Juri Wlassow         | Norbert Schemansky    |
| 1968    | Leonid Schabotinski | Serge Reding         | Joe Dube              |
| 1972    | Jaan Talts          | Alexandar Krajtschew | Stefan Grützner       |
| 1976    | Juri Saizew         | Krastju Semerdschiew | Tadeusz Rutkowski     |
| 2000    | Hossein Tavakoli    | Alan Zagaew          | Said Saif Asaad       |
| 2004    | Dmitri Berestow     | Ihor Rasorjonow      | Gleb Pissarewski      |
| 2008    | Andrej Aramnau      | Dmitri Klokow        | Marcin Dołęga         |
| 2012    | Navab Nasirshelal   | Bartłomiej Bonk      | Ivan Efremov          |
| 2016    | Ruslan Nurudinov    | Simon Martirosjan    | Alexander Saitschikow |
| 2020    | Akbar Joʻrayev      | Simon Martirosjan    | Artūrs Plēsnieks      |
| 2024    | Liu Huanhua         | Akbar Joʻrayev       | Jauheni Zichanzou     |

#### Superschwergewicht
- ab 110 kg (1972–1992)
- ab 108 kg (1996)
- ab 105 kg (2000–2016)
- ab 109 kg (2020)
- ab 101 kg (seit 2024)

| Olympia | Gold                    | Silber               | Bronze                |
| ------- | ----------------------- | -------------------- | --------------------- |
| 1972    | Wassili Alexejew        | Rudolf Mang          | Gerd Bonk             |
| 1976    | Wassili Alexejew        | Gerd Bonk            | Helmut Losch          |
| 1980    | Sultan Rachmanow        | Jürgen Heuser        | Tadeusz Rutkowski     |
| 1984    | Dean Lukin              | Mario Martinez       | Manfred Nerlinger     |
| 1988    | Aljaksandr Kurlowitsch  | Manfred Nerlinger    | Martin Zawieja        |
| 1992    | Aljaksandr Kurlowitsch  | Leanid Taranenka     | Manfred Nerlinger     |
| 1996    | Andrei Tschemerkin      | Ronny Weller         | Stefan Botew          |
| 2000    | Hossein Rezazadeh       | Ronny Weller         | Andrei Tschemerkin    |
| 2004    | Hossein Rezazadeh       | Viktors Ščerbatihs   | Welitschko Tscholakow |
| 2008    | Matthias Steiner        | Jewgeni Tschigischew | Viktors Ščerbatihs    |
| 2012    | Behdad Salimikordasiabi | Sajjad Anoushiravani | Jeon Sang-guen        |
| 2016    | Lascha Talachadse       | Gor Minasjan         | Irakli Turmanidse     |
| 2020    | Lascha Talachadse       | Ali Davoudi          | Man Asaad             |
| 2024    | Lascha Talachadse       | Warasdat Lalajan     | Gor Minasjan          |

### Ehemalige Wettbewerbe

#### Einarmig
| Olympia | Gold              | Silber       | Bronze                  |
| ------- | ----------------- | ------------ | ----------------------- |
| 1896    | Launceston Elliot | Viggo Jensen | Alexandros Nikolopoulos |

#### Einarmiger Mehrkampf
| Olympia | Gold          | Silber      | Bronze       |
| ------- | ------------- | ----------- | ------------ |
| 1904    | Oscar Osthoff | Fred Winter | Frank Kugler |

#### Beidarmig
| Olympia | Gold              | Silber            | Bronze          |
| ------- | ----------------- | ----------------- | --------------- |
| 1896    | Viggo Jensen      | Launceston Elliot | Sotirios Versis |
| 1904    | Perikles Kakousis | Oscar Osthoff     | Frank Kugler    |

#### Fliegengewicht
- bis 52 kg (1972–1992)
- bis 54 kg (1996)

| Olympia | Gold                | Silber          | Bronze             |
| ------- | ------------------- | --------------- | ------------------ |
| 1972    | Zygmunt Smalcerz    | Lajos Szűcs     | Sándor Holczreiter |
| 1976    | Alexander Woronin   | György Kőszegi  | Mohammad Nassiri   |
| 1980    | Kanybek Osmonalijew | Ho Bong-chol    | Han Gyong-si       |
| 1984    | Zeng Guoqiang       | Zhou Peishun    | Kazushito Manabe   |
| 1988    | Sewdalin Marinow    | Chun Byung-kwan | He Zhuoqiang       |
| 1992    | Iwan Iwanow         | Lin Qisheng     | Traian Cihărean    |
| 1996    | Halil Mutlu         | Zhang Xiangsen  | Sewdalin Mintschew |

#### Federgewicht
- bis 60 kg (1920–1936)
- 56–60 kg (1949–1992)
- 59–64 kg (1996)
- 56–62 kg (2000–2016)
- 61–67 kg (2020)

| Olympia | Gold                  | Silber                 | Bronze                 |
| ------- | --------------------- | ---------------------- | ---------------------- |
| 1920    | Frans De Haes         | Alfred Schmidt         | Eugène Ryter           |
| 1924    | Pierino Gabetti       | Andreas Stadler        | Arthur Reinmann        |
| 1928    | Franz Andrysek        | Pierino Gabetti        | Hans Wölpert           |
| 1932    | Raymond Suvigny       | Hans Wölpert           | Anthony Terlazzo       |
| 1936    | Anthony Terlazzo      | Saleh Soliman          | Ibrahim Shams          |
| 1948    | Mahmoud Fayad         | Rodney Wilkes          | Mohammad Jafar Salmasi |
| 1952    | Rafael Tschimischkjan | Nikolai Saksonow       | Rodney Wilkes          |
| 1956    | Isaac Berger          | Jewgeni Minajew        | Marian Zieliński       |
| 1960    | Jewgeni Minajew       | Isaac Berger           | Sebastiano Mannironi   |
| 1964    | Yoshinobu Miyake      | Isaac Berger           | Mieczysław Nowak       |
| 1968    | Yoshinobu Miyake      | Dito Schanidse         | Yoshiyuki Miyake       |
| 1972    | Norair Nurikjan       | Dito Schanidse         | János Benedek          |
| 1976    | Nikolai Kolesnikow    | Georgi Todorow         | Kazumasa Hirai         |
| 1980    | Wiktor Masin          | Stefan Dimitrow        | Marek Seweryn          |
| 1984    | Chen Weiqiang         | Gelu Radu              | Tsai Wen-yee           |
| 1988    | Naim Süleymanoğlu     | Stefan Topurow         | Ye Huanming            |
| 1992    | Naim Süleymanoğlu     | Nikolaj Pešalov        | He Yingqiang           |
| 1996    | Naim Süleymanoğlu     | Valerios Leonidis      | Xiao Jiangang          |
| 2000    | Nikolaj Pešalov       | Leonidas Sampanis      | Henadsij Aljaschtschuk |
| 2004    | Shi Zhiyong           | Le Maosheng            | Israel José Rubio      |
| 2008    | Zhang Xiangxiang      | Diego Fernando Salazar | Triyatno               |
| 2012    | Kim Un-guk            | Óscar Figueroa         | Eko Yuli Irawan        |
| 2016    | Óscar Figueroa        | Eko Yuli Irawan        | Farchad Charki         |
| 2020    | Chen Lijun            | Luis Javier Mosquera   | Mirko Zanni            |

#### Mittelgewicht
- 67,5–75 kg (1920–1992)
- 70–76 kg (1996)
- 69–77 kg (2000–2016)
- 73–81 kg (2020)

| Olympia | Gold                   | Silber            | Bronze             |
| ------- | ---------------------- | ----------------- | ------------------ |
| 1920    | Henri Gance            | Pietro Bianchi    | Albert Pettersson  |
| 1924    | Carlo Galimberti       | Alfred Neuland    | Jaan Kikas         |
| 1928    | Roger François         | Carlo Galimberti  | August Scheffer    |
| 1932    | Rudolf Ismayr          | Carlo Galimberti  | Karl Hipfinger     |
| 1936    | Khadr El-Touni         | Rudolf Ismayr     | Adolf Wagner       |
| 1948    | Frank Spellman         | Peter George      | Kim Seong-jip      |
| 1952    | Peter George           | Gerard Gratton    | Kim Seong-jip      |
| 1956    | Fjodor Bogdanowski     | Peter George      | Ermanno Pignatti   |
| 1960    | Alexander Kurynow      | Thomas Kono       | Győző Veres        |
| 1964    | Hans Zdražila          | Wiktor Kurenzow   | Masushi Ōuchi      |
| 1968    | Wiktor Kurenzow        | Masushi Ōuchi     | Károly Bakos       |
| 1972    | Jordan Bikow           | Mohamed Tarabulsi | Anselmo Silvino    |
| 1976    | Jordan Mitkow          | Wartan Militosjan | Peter Wenzel       |
| 1980    | Assen Slatew           | Alexander Perwi   | Nedeltscho Kolew   |
| 1984    | Karl-Heinz Radschinsky | Jacques Demers    | Dragomir Cioroslan |
| 1988    | Borislaw Gidikow       | Ingo Steinhöfel   | Alexander Warbanow |
| 1992    | Tudor Casapu           | Pablo Lara        | Kim Myong-nam      |
| 1996    | Pablo Lara             | Joto Jotow        | Jon Chol-ho        |
| 2000    | Zhan Xugang            | Viktor Mitrou     | Arsen Melikjan     |
| 2004    | Taner Sağır            | Sergei Filimonow  | Reyhan Arabacıoğlu |
| 2008    | Sa Jae-hyouk           | Li Hongli         | Geworg Dawtjan     |
| 2012    | Lü Xiaojun             | Lu Haojie         | Iván Cambar        |
| 2016    | vakant                 | Lü Xiaojun        | Mohamed Ihab       |
| 2020    | Lü Xiaojun             | Zacarías Bonnat   | Antonino Pizzolato |

#### Mittelschwergewicht
- 82,5–90 kg (1952–1992)
- 83–91 kg (1996)
- 85–94 kg (2000–2016)
- 81–96 kg (2020)

| Olympia | Gold                 | Silber                | Bronze                |
| ------- | -------------------- | --------------------- | --------------------- |
| 1952    | Norbert Schemansky   | Grigori Nowak         | Lennox Kilgour        |
| 1956    | Arkadi Worobjow      | Dave Sheppard         | Jean Debuf            |
| 1960    | Arkadi Worobjow      | Trofim Lomakin        | Louis Martin          |
| 1964    | Wladimir Golowanow   | Louis Martin          | Ireneusz Paliński     |
| 1968    | Kaarlo Kangasniemi   | Jaan Talts            | Marek Gołąb           |
| 1972    | Andon Nikolow        | Atanas Schopow        | Hans Bettembourg      |
| 1976    | David Rigert         | Lee James             | Atanas Schopow        |
| 1980    | Péter Baczakó        | Rumen Alexandrow      | Frank Mantek          |
| 1984    | Nicu Vlad            | Petre Dumitru         | David Mercer          |
| 1988    | Anatoli Chrapaty     | Nail Muchamedjarow    | Sławomir Zawada       |
| 1992    | Akakios Kachiasvilis | Sergei Syrzow         | Sergiusz Wołczaniecki |
| 1996    | Alexei Petrow        | Leonidas Kokas        | Oliver Caruso         |
| 2000    | Akakios Kachiasvilis | Szymon Kołecki        | Alexei Petrow         |
| 2004    | Milen Dobrew         | Chadschimurat Akkajew | Eduard Tjukin         |
| 2008    | Szymon Kołecki       | Arsen Kasabijew       | Yoandry Hernández     |
| 2012    | Saeid Mohammadpour   | Kim Min-jae           | Tomasz Zieliński      |
| 2016    | Sohrab Moradi        | Wadsim Stralzou       | Aurimas Didžbalis     |
| 2020    | Fares Ibrahim        | Keydomar Vallenilla   | Anton Plesnoi         |

#### 1. Schwergewicht
- 90–100 kg (1980–1992)
- 91–99 kg (1996)

| Olympia | Gold                 | Silber           | Bronze            |
| ------- | -------------------- | ---------------- | ----------------- |
| 1980    | Ota Zaremba          | Igor Nikitin     | Alberto Blanco    |
| 1984    | Rolf Milser          | Vasile Groapă    | Pekka Niemi       |
| 1988    | Pawel Kusnezow       | Nicu Vlad        | Peter Immesberger |
| 1992    | Wiktor Tregubow      | Tymur Tajmasow   | Waldemar Malak    |
| 1996    | Akakios Kachiasvilis | Anatoli Chrapaty | Denys Hotfrid     |

#### 2. Schwergewicht
- 100–110 kg (1980–1992)
- 99–108 kg (1996)

| Olympia | Gold                | Silber            | Bronze        |
| ------- | ------------------- | ----------------- | ------------- |
| 1980    | Leanid Taranenka    | Walentin Christow | György Szalai |
| 1984    | Norberto Oberburger | Ștefan Tașnadi    | Guy Carlton   |
| 1988    | Juri Sacharewitsch  | József Jacsó      | Ronny Weller  |
| 1992    | Ronny Weller        | Artur Akojew      | Stefan Botew  |
| 1996    | Tymur Tajmasow      | Sergei Syrzow     | Nicu Vlad     |

## Frauen

### Aktuelle Wettbewerbe

#### Bantamgewicht
- bis 48 kg (2000–2016)
- bis 49 kg (ab 2020)

| Olympia | Gold           | Silber                | Bronze              |
| ------- | -------------- | --------------------- | ------------------- |
| 2000    | Tara Nott      | Raema Lisa Rumbewas   | Sri Indriyani       |
| 2004    | Nurcan Taylan  | Li Zhuo               | Aree Wiratthaworn   |
| 2008    | Chen Wei-ling  | Im Jyoung-hwa         | Pensiri Laosirikul  |
| 2012    | Wang Mingjuan  | Hiromi Miyake         | Ryang Chun-hwa      |
| 2016    | Sopita Tanasan | Sri Wahyuni Agustiani | Hiromi Miyake       |
| 2020    | Hou Zhihui     | Saikhom Mirabai Chanu | Windy Cantika Aisah |
| 2024    | Hou Zhihui     | Mihaela Cambei        | Surodchana Khambao  |

#### Leichtgewicht
- 53–58 kg (2000–2016)
- 55–59 kg (ab 2020)

| Olympia | Gold                    | Silber           | Bronze            |
| ------- | ----------------------- | ---------------- | ----------------- |
| 2000    | Soraya Jiménez Mendivil | Ri Song-hui      | Khassaraporn Suta |
| 2004    | Chen Yanqing            | Ri Song-hui      | Wandee Kameaim    |
| 2008    | Chen Yanqing            | O Jong-ae        | Wandee Kameaim    |
| 2012    | Li Xueying              | Pimsiri Sirikaew | Rattikan Gulnoi   |
| 2016    | Sukanya Srisurat        | Pimsiri Sirikaew | Kuo Hsing-chun    |
| 2020    | Kuo Hsing-chun          | Polina Gurýewa   | Mikiko Andō       |
| 2024    | Luo Shifang             | Maude Charron    | Kuo Hsing-chun    |

#### Halbschwergewicht
- 63–69 kg (2000–2016)
- 64–76 kg (2020)
- 59–71 kg (seit 2024)

| Olympia | Gold            | Silber                     | Bronze            |
| ------- | --------------- | -------------------------- | ----------------- |
| 2000    | Lin Weining     | Erzsébet Márkus-Peresztegi | Karnam Malleswari |
| 2004    | Liu Chunhong    | Eszter Krutzler            | Sarema Kassajewa  |
| 2008    | Oksana Sliwenko | Leidy Solís                | Abeer Abdelrahman |
| 2012    | Rim Jong-sim    | Anna Nurmuchambetowa       | Ubaldina Valoyes  |
| 2016    | Xiang Yanmei    | Schasira Schapparkul       | Sara Ahmed        |
| 2020    | Neisi Dajomes   | Katherine Elizabeth Nye    | Aremi Fuentes     |
| 2024    | Olivia Reeves   | Mari Sánchez               | Angie Palacios    |

#### Schwergewicht
- 69–75 kg (2000–2016)
- 76–87 kg (2020)
- 71–81 kg (seit 2024)

| Olympia | Gold                 | Silber              | Bronze           |
| ------- | -------------------- | ------------------- | ---------------- |
| 2000    | María Isabel Urrutia | Ruth Ogbeifo        | Kuo Yi-hang      |
| 2004    | Pawina Thongsuk      | Natalja Sabolotnaja | Walentina Popowa |
| 2008    | Alla Waschenina      | Lidia Valentín      | Damaris Aguirre  |
| 2012    | Lidia Valentín       | Abeer Abdelrahman   | Madias Nzesso    |
| 2016    | Rim Jong-sim         | Darja Nawumawa      | Lidia Valentín   |
| 2020    | Wang Zhouyu          | Tamara Salazar      | Crismery Santana |
| 2024    | Solfrid Koanda       | Sara Ahmed          | Neisi Dajomes    |

#### Superschwergewicht
- ab 75 kg (2000–2016)
- ab 87 kg (2020)
- ab 81 kg (seit 2024)

| Olympia | Gold          | Silber             | Bronze         |
| ------- | ------------- | ------------------ | -------------- |
| 2000    | Ding Meiyuan  | Agata Wróbel       | Cheryl Haworth |
| 2004    | Tang Gonghong | Jang Mi-ran        | Agata Wróbel   |
| 2008    | Jang Mi-ran   | Ele Opeloge        | Mariam Usman   |
| 2012    | Zhou Lulu     | Tatjana Kaschirina | Jang Mi-ran    |
| 2016    | Meng Suping   | Kim Kuk-hyang      | Sarah Robles   |
| 2020    | Li Wenwen     | Emily Campbell     | Sarah Robles   |
| 2024    | Li Wenwen     | Park Hye-jeong     | Emily Campbell |

### Ehemalige Wettbewerbe

#### Federgewicht
- 48–53 kg (2000–2016)
- 49–55 kg (2020)

| Olympia | Gold                             | Silber              | Bronze                |
| ------- | -------------------------------- | ------------------- | --------------------- |
| 2000    | Yang Xia                         | Li Feng-ying        | Winarni Binti Slamet  |
| 2004    | Udomporn Polsak                  | Raema Lisa Rumbewas | Mabel Mosquera        |
| 2008    | Prapawadee Jaroenrattanatarakoon | Yoon Jin-hee        | Raema Lisa Rumbewas   |
| 2012    | Hsu Shu-ching                    | Citra Febrianti     | Julija Paratowa       |
| 2016    | Hsu Shu-ching                    | Hidilyn Diaz        | Yoon Jin-hee          |
| 2020    | Hidilyn Diaz                     | Liao Qiuyun         | Sülfija Tschinschanlo |

#### Mittelgewicht
- 58–63 kg (2000–2016)
- 59–64 kg (2020)

| Olympia | Gold             | Silber            | Bronze               |
| ------- | ---------------- | ----------------- | -------------------- |
| 2000    | Chen Xiaomin     | Walentina Popowa  | Ioanna Chatziioannou |
| 2004    | Natalija Skakun  | Hanna Bazjuschka  | Tazjana Stukalawa    |
| 2008    | Pak Hyon-suk     | Lu Ying-chi       | Christine Girard     |
| 2012    | Christine Girard | Milka Manewa      | Luz Acosta           |
| 2016    | Deng Wei         | Choe Hyo-sim      | Karina Goritschewa   |
| 2020    | Maude Charron    | Giorgia Bordignon | Chen Wen-huei        |

## Nationenwertung
Stand: bis und mit 2024

### Gesamt
| Platz | Land                           | Gold | Silber | Bronze | Gesamt |
| ----- | ------------------------------ | ---- | ------ | ------ | ------ |
| 01    | Sowjetunion                    | 39   | 21     | 2      | 62     |
| 02    | Volksrepublik China            | 43   | 16     | 8      | 67     |
| 03    | Vereinigte Staaten             | 17   | 17     | 12     | 46     |
| 04    | Bulgarien                      | 13   | 17     | 9      | 39     |
| 05    | Iran                           | 9    | 6      | 5      | 20     |
| 06    | Frankreich                     | 9    | 3      | 3      | 15     |
| 07    | Türkei                         | 8    | 1      | 2      | 11     |
| 08    | Deutschland                    | 6    | 7      | 9      | 22     |
| 09    | Polen                          | 6    | 6      | 21     | 33     |
| 10    | Griechenland                   | 6    | 5      | 5      | 16     |
| 11    | Nordkorea                      | 5    | 8      | 5      | 18     |
| 12    | Italien                        | 5    | 5      | 8      | 18     |
| 13    | Thailand                       | 5    | 4      | 8      | 17     |
| 14    | Ägypten                        | 5    | 4      | 6      | 15     |
| 15    | Vereintes Team                 | 5    | 4      | –      | 9      |
| 16    | Russland                       | 4    | 7      | 6      | 17     |
| 17    | Chinesisch Taipeh              | 4    | 2      | 5      | 11     |
| 18    | Georgien                       | 4    | 1      | 3      | 8      |
| 19    | Südkorea                       | 3    | 7      | 7      | 17     |
| 20    | Österreich                     | 3    | 3      | 2      | 8      |
| 21    | Tschechoslowakei               | 3    | 2      | 3      | 8      |
| 22    | Ungarn                         | 2    | 9      | 9      | 20     |
| 23    | Rumänien                       | 2    | 8      | 3      | 13     |
| 24    | Kolumbien                      | 2    | 6      | 3      | 11     |
| 25    | Japan                          | 2    | 3      | 10     | 15     |
| 26    | Kanada                         | 2    | 3      | 1      | 6      |
| 27    | BR Deutschland                 | 2    | 2      | 3      | 7      |
| 28    | Kuba                           | 2    | 1      | 6      | 9      |
| 29    | Ukraine                        | 2    | 1      | 2      | 5      |
| 30    | Usbekistan                     | 2    | 1      | 1      | 4      |
| 31    | Norwegen                       | 2    | –      | –      | 2      |
| 32    | Indonesien                     | 1    | 7      | 8      | 16     |
| 33    | DDR                            | 1    | 4      | 6      | 11     |
| 34    | Kasachstan                     | 1    | 4      | 5      | 10     |
| 35    | Großbritannien                 | 1    | 4      | 4      | 9      |
| 36    | Belarus                        | 1    | 4      | 3      | 8      |
| 37    | Estland                        | 1    | 3      | 3      | 7      |
| 38    | Belgien                        | 1    | 2      | 1      | 4      |
| 39    | Dänemark                       | 1    | 2      | –      | 3      |
| 40    | Australien                     | 1    | 1      | 2      | 4      |
| 40    | Ecuador                        | 1    | 1      | 2      | 4      |
| 42    | Spanien                        | 1    | 1      | 1      | 3      |
| 43    | Philippinen                    | 1    | 1      | –      | 2      |
| 44    | Mexiko                         | 1    | –      | 3      | 4      |
| 45    | Finnland                       | 1    | –      | 2      | 3      |
| 46    | Kroatien                       | 1    | –      | 1      | 2      |
| 46    | Katar                          | 1    | –      | 1      | 2      |
| 48    | Armenien                       | –    | 5      | 2      | 7      |
| 49    | Schweiz                        | –    | 2      | 2      | 4      |
| 50    | Venezuela                      | –    | 2      | 1      | 3      |
| 51    | Lettland                       | –    | 1      | 2      | 3      |
| 51    | Trinidad und Tobago            | –    | 1      | 2      | 3      |
| 53    | Argentinien                    | –    | 1      | 1      | 2      |
| 53    | Dominikanische Republik        | –    | 1      | 1      | 2      |
| 53    | Indien                         | –    | 1      | 1      | 2      |
| 53    | Nigeria                        | –    | 1      | 1      | 2      |
| 53    | Vietnam                        | –    | 1      | 1      | 2      |
| 58    | Libanon                        | –    | 1      | –      | 1      |
| 58    | Luxemburg                      | –    | 1      | –      | 1      |
| 58    | Samoa                          | –    | 1      | –      | 1      |
| 58    | Singapur                       | –    | 1      | –      | 1      |
| 58    | Turkmenistan                   | –    | 1      | –      | 1      |
| 63    | Schweden                       | –    | –      | 4      | 4      |
| 64    | Niederlande                    | –    | –      | 3      | 3      |
| 65    | Bahrain                        | –    | –      | 1      | 1      |
| 65    | Irak                           | –    | –      | 1      | 1      |
| 65    | Kamerun                        | –    | –      | 1      | 1      |
| 65    | Litauen                        | –    | –      | 1      | 1      |
| 65    | Syrien                         | –    | –      | 1      | 1      |
| 65    | Individuelle Neutrale Athleten | –    | –      | 1      | 1      |
| Summe | Summe                          | 238  | 235    | 236    | 709    |

### Männer
| Platz | Land                    | Gold | Silber | Bronze | Gesamt |
| ----- | ----------------------- | ---- | ------ | ------ | ------ |
| 01    | Sowjetunion             | 39   | 21     | 2      | 62     |
| 02    | Volksrepublik China     | 23   | 14     | 8      | 45     |
| 03    | Vereinigte Staaten      | 15   | 16     | 9      | 40     |
| 04    | Bulgarien               | 13   | 16     | 9      | 38     |
| 05    | Iran                    | 9    | 6      | 5      | 20     |
| 06    | Frankreich              | 9    | 3      | 3      | 15     |
| 07    | Türkei                  | 7    | 1      | 2      | 10     |
| 08    | Deutschland             | 6    | 7      | 9      | 22     |
| 09    | Polen                   | 6    | 5      | 20     | 31     |
| 10    | Griechenland            | 6    | 5      | 4      | 15     |
| 11    | Italien                 | 5    | 4      | 8      | 17     |
| 12    | Vereintes Team          | 5    | 4      | –      | 9      |
| 13    | Ägypten                 | 5    | 2      | 4      | 11     |
| 14    | Georgien                | 4    | 1      | 3      | 8      |
| 15    | Russland                | 3    | 4      | 4      | 11     |
| 16    | Österreich              | 3    | 3      | 2      | 8      |
| 17    | Tschechoslowakei        | 3    | 2      | 3      | 8      |
| 18    | Ungarn                  | 2    | 7      | 9      | 18     |
| 19    | Rumänien                | 2    | 7      | 3      | 12     |
| 20    | Südkorea                | 2    | 3      | 5      | 10     |
| 21    | Nordkorea               | 2    | 3      | 4      | 9      |
| 22    | Japan                   | 2    | 2      | 8      | 12     |
| 23    | BR Deutschland          | 2    | 2      | 3      | 7      |
| 24    | Kuba                    | 2    | 1      | 6      | 9      |
| 25    | Usbekistan              | 2    | 1      | 1      | 4      |
| 26    | DDR                     | 1    | 4      | 6      | 11     |
| 27    | Kolumbien               | 1    | 4      | 1      | 6      |
| 28    | Indonesien              | 1    | 3      | 4      | 8      |
| 29    | Großbritannien          | 1    | 3      | 3      | 7      |
| 29    | Estland                 | 1    | 3      | 3      | 7      |
| 31    | Belarus                 | 1    | 2      | 2      | 5      |
| 32    | Belgien                 | 1    | 2      | 1      | 4      |
| 33    | Dänemark                | 1    | 2      | –      | 3      |
| 34    | Australien              | 1    | 1      | 2      | 4      |
| 35    | Ukraine                 | 1    | 1      | 1      | 3      |
| 36    | Finnland                | 1    | –      | 2      | 3      |
| 37    | Kroatien                | 1    | –      | 1      | 2      |
| 37    | Katar                   | 1    | –      | 1      | 2      |
| 39    | Norwegen                | 1    | –      | –      | 1      |
| 40    | Armenien                | –    | 5      | 2      | 7      |
| 41    | Kasachstan              | –    | 2      | 3      | 5      |
| 42    | Schweiz                 | –    | 2      | 2      | 4      |
| 43    | Thailand                | –    | 2      | 1      | 3      |
| 43    | Venezuela               | –    | 2      | 1      | 3      |
| 45    | Kanada                  | –    | 2      | –      | 2      |
| 46    | Lettland                | –    | 1      | 2      | 3      |
| 46    | Trinidad und Tobago     | –    | 1      | 2      | 3      |
| 48    | Argentinien             | –    | 1      | 1      | 2      |
| 48    | Vietnam                 | –    | 1      | 1      | 2      |
| 50    | Dominikanische Republik | –    | 1      | –      | 1      |
| 50    | Libanon                 | –    | 1      | –      | 1      |
| 50    | Luxemburg               | –    | 1      | –      | 1      |
| 50    | Singapur                | –    | 1      | –      | 1      |
| 54    | Schweden                | –    | –      | 4      | 4      |
| 54    | Niederlande             | –    | –      | 3      | 3      |
| 56    | Chinesisch Taipeh       | –    | –      | 1      | 1      |
| 56    | Irak                    | –    | –      | 1      | 1      |
| 56    | Litauen                 | –    | –      | 1      | 1      |
| 56    | Syrien                  | –    | –      | 1      | 1      |
| Summe | Summe                   | 191  | 188    | 189    | 568    |

### Frauen
| Platz | Land                    | Gold | Silber | Bronze | Gesamt |
| ----- | ----------------------- | ---- | ------ | ------ | ------ |
| 01    | Volksrepublik China     | 20   | 2      | –      | 22     |
| 02    | Thailand                | 5    | 2      | 7      | 14     |
| 03    | Chinesisch Taipeh       | 4    | 2      | 4      | 10     |
| 04    | Nordkorea               | 3    | 5      | 1      | 9      |
| 05    | Vereinigte Staaten      | 2    | 1      | 3      | 6      |
| 06    | Kanada                  | 2    | 1      | 1      | 4      |
| 07    | Südkorea                | 1    | 4      | 2      | 7      |
| 08    | Russland                | 1    | 3      | 2      | 6      |
| 09    | Kasachstan              | 1    | 2      | 2      | 5      |
| 09    | Kolumbien               | 1    | 2      | 2      | 5      |
| 11    | Ecuador                 | 1    | 1      | 2      | 4      |
| 12    | Spanien                 | 1    | 1      | 1      | 3      |
| 13    | Philippinen             | 1    | 1      | –      | 2      |
| 14    | Mexiko                  | 1    | –      | 3      | 4      |
| 15    | Ukraine                 | 1    | –      | 1      | 2      |
| 16    | Norwegen                | 1    | –      | –      | 1      |
| 16    | Türkei                  | 1    | –      | –      | 1      |
| 18    | Indonesien              | –    | 4      | 4      | 8      |
| 19    | Ägypten                 | –    | 2      | 2      | 4      |
| 20    | Belarus                 | –    | 2      | 1      | 3      |
| 21    | Ungarn                  | –    | 2      | –      | 2      |
| 22    | Japan                   | –    | 1      | 2      | 3      |
| 23    | Großbritannien          | –    | 1      | 1      | 2      |
| 23    | Indien                  | –    | 1      | 1      | 2      |
| 23    | Nigeria                 | –    | 1      | 1      | 2      |
| 23    | Polen                   | –    | 1      | 1      | 2      |
| 27    | Bulgarien               | –    | 1      | –      | 1      |
| 27    | Italien                 | –    | 1      | –      | 1      |
| 27    | Rumänien                | –    | 1      | –      | 1      |
| 27    | Samoa                   | –    | 1      | –      | 1      |
| 27    | Turkmenistan            | –    | 1      | –      | 1      |
| 32    | Dominikanische Republik | –    | –      | 1      | 1      |
| 32    | Griechenland            | –    | –      | 1      | 1      |
| 32    | Kamerun                 | –    | –      | 1      | 1      |
| Summe | Summe                   | 47   | 47     | 47     | 141    |